# Baloghia deplanchei
Baloghia deplanchei är en törelväxtart som först beskrevs av Henri Ernest Baillon, och fick sitt nu gällande namn av Ferdinand Albin Pax. Baloghia deplanchei ingår i släktet Baloghia och familjen törelväxter. Inga underarter finns listade i Catalogue of Life.